# Lagothrix cana
La scimmia lanosa grigia o lagotrice grigia (Lagothrix cana E. Géoffroy, 1812) è un primate platirrino della famiglia degli Atelidi.
Veniva un tempo considerata una sottospecie di Lagothrix lagotricha (L. lagotricha cana).

## Distribuzione
Con due sottospecie (Lagothrix cana cana e Lagothrix cana tschudii) vive a sud del Rio delle Amazzoni, dal Brasile centrale alla zona di confine fea Perù e Bolivia. Predilige le aree ricoperte da foresta pluviale primaria.

## Descrizione

### Dimensioni
Misura circa un metro e venti di lunghezza, di cui metà spetta alla coda, per un peso che raggiunge i 10 kg, e può superarli in cattività.

### Aspetto
Il pelo è grigio cenerino sul corpo, spesso tende ad inscurirsi su testa ed avambracci, arrivando fino a diventare nero. Anche la coda è nera nei due terzi distali: possono inoltre essere presenti sfumature rossastre su basso ventre e coda, specie fra gli esemplari della parte settentrionale dell'areale della specie.

## Biologia
Vive in gruppi comprendenti da 10 a 60 individui, formati da vari nuclei familiari, che possono nutrirsi e muoversi insieme oppure frazionarsi nell'ambito di un unico territorio, riunendosi di sera per dormire. A volte capita che i giovani esemplari, in particolare le femmine, passino dei periodi in altri gruppi diversi da quello natio, per poi ritornarvi. Nell'ambito dello stesso gruppo, i maschi possono manifestare fenomeni d'intolleranza reciproci, dando luogo a dimostrazioni di forza (scuotimento di rami) e di nervosismo (defecazione, vocalizzazioni).

Ha abitudini diurne e prevalentemente arboricole: è raro infatti vederla scendere a terra.

### Alimentazione
Si tratta di animali essenzialmente frugivori: qualora la frutta non sia disponibile in grosse quantità, ripiegano su semi e foglie. Nella parte settentrionale del loro areale, durante la stagione secca spesso possono essere osservati mentre si nutrono d'insetti: in cattività, possono nutrirsi anche di piccoli vertebrati.